# Voßstraße
Die Voßstraße liegt im Zentrum von Berlin. Sie verläuft in östlich-westlicher Richtung von der Wilhelmstraße zur Ebertstraße im Bezirk Mitte. Im Kaiserreich wurde sie Teil des Regierungsviertels. International bekannt ist sie als früherer Standort von Hitlers Neuer Reichskanzlei, deren Ruine Anfang der 1950er Jahre abgerissen wurde.
Beinahe jedes Grundstück hat Geschichte – Hausnummern: 1 · 2 · 3 · 4–5 · 10 · 11 · 16 · 18 · 19 · 20 · 21 · 22 · 23 · 24 · 25–30 · 33 · 34–35 und steht damit unter Denkmalschutz.

## Palais Marschall
Im Zusammenhang mit der Erweiterung der Friedrichstadt und der Anlage der Wilhelmstraße entstand um 1735 dieses Grundstück von mehr als 400 Meter Tiefe. Es reichte von der Wilhelmstraße bis zur Akzisemauer (heutige Ebertstraße). Der Minister Samuel von Marschall ließ sich 1737 das Palais Marschall bauen. Seit 1800 war es im Besitz der Familie von Voß und wurde Vossisches Palais genannt.
Nachdem 1864 der letzte ständige Bewohner Carl Otto Friedrich von Voß verstorben war, kam es über das Grundstück Wilhelmstraße 78 zu Erbauseinandersetzungen. Eine Linie der Familie Voß starb 1871 mit General Ferdinand August Hans Friedrich Graf von Voß (* 17. Oktober 1788; † 1. Juli 1871), 1833–1840 Kommandeur des  Kaiser-Alexander-Grenadier-Regiments aus und damit ließ sich der bis dahin andauernde Konflikt um das Erbe lösen, indem die restliche Erbengemeinschaft das Objekt zum 1. November 1871 an den Berliner Bankenverein verkaufte.
Reichskanzler Otto von Bismarck, unmittelbarer Nachbar in der Hausnummer 77,  war strikt gegen eine private Nutzung durch Mietwohnungen in der Wilhelmstraße und versuchte in seiner Eigenschaft als Preußischer Ministerpräsident die Liegenschaft zu erwerben, um Palais und Grundstück für Einrichtungen der preußischen Regierung oder sonst für eine Behörde des Deutschen Reiches zu nutzen, konnte jedoch den geforderten Kaufpreis nicht verantworten.

### Aufteilung des Grundstücks
Der Berliner Bankenverein beauftragte nach dem Erwerb eine Immobiliengesellschaft, die das geschichtsträchtige Palais abreißen und das Grundstück neu aufteilten ließ. Von der Wilhelmstraße bis zur früheren Stadtmauer (nunmehr Königgrätzer Straße) wurde durch das langgestreckte Grundstück eine private Erschließungsstraße angelegt. Zu Ehren des 1871 verstorbenen Generals Graf von Voß erhielt sie am 2. Mai 1874 den Namen Voßstraße. Die Fläche des ehemaligen Gebäudes wurde in zwei Parzellen geteilt. Zusammen mit dem bisherigen Park entstanden auf der Nordseite die Baugrundstücke 1–19. Auf der südlichen Straßenseite erhielten die ursprünglich vom Leipziger Platz aus zugänglichen Grundstücke eine zusätzliche Erschließung als Voßstraße 20–26.
Südlicher Nachbar des Palais Marschall war in der Wilhelmstraße 79 das gleichzeitig von Philipp Gerlach errichtete Gebäude der Gold- und Silbermanufaktur zum Potsdamer Militärwaisenhaus, die später von Johann Andreas Kraut betrieben wurde. 1848 wurde hier das neu begründete preußische Wirtschaftsministerium (Ministerium für Handel, Gewerbe und öffentliche Arbeiten) untergebracht und 1854/1855 das Gebäude durch Friedrich August Stüler umgebaut und aufgestockt. Sein Hof und Hintergebäude wurden zu den Baugrundstücken Voßstraße 33 bis 35. Der preußische Staat behielt Nr. 35 für einen schon länger geplanten Erweiterungsbau und verkaufte die Parzellen 33 und 34 an private Bauherren; im Lauf der Jahrzehnte wurden sie aber wieder erworben und erneut an das Eckgrundstück angeschlossen.

## Kaiserzeit

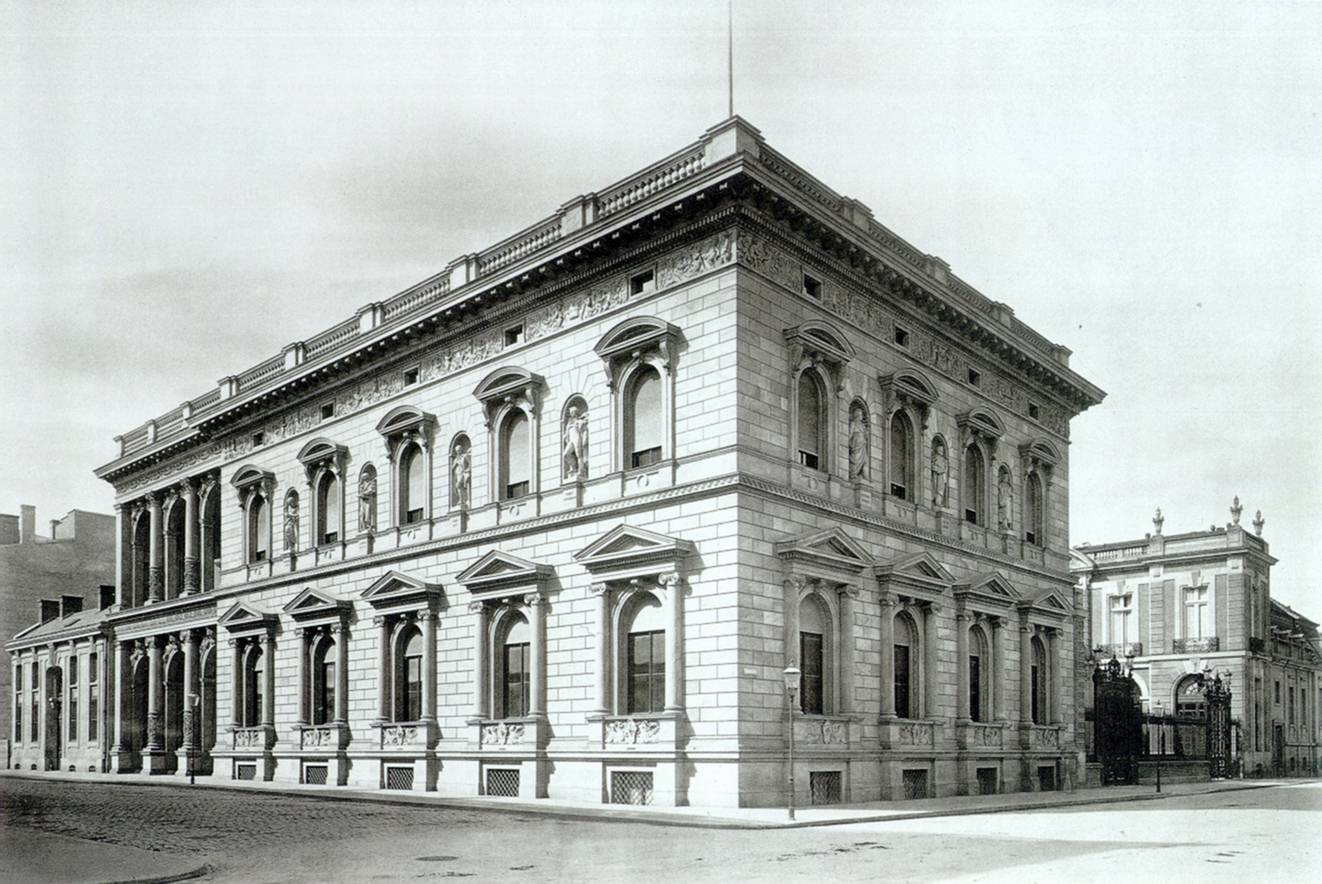
Palais Borsig an der Ecke Voßstraße (links) und Wilhelmstraße, um 1881

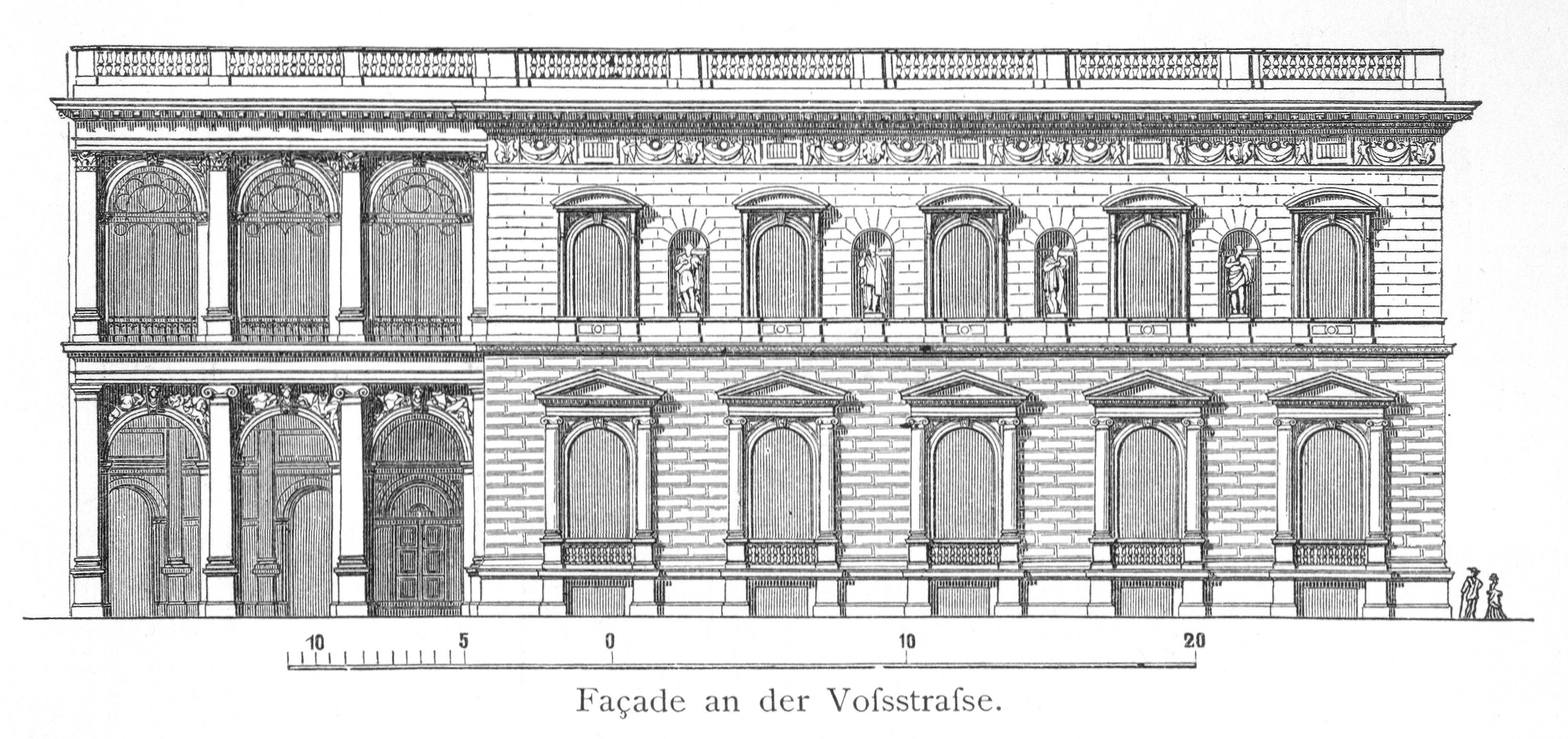
Fassade des Palais Borsig

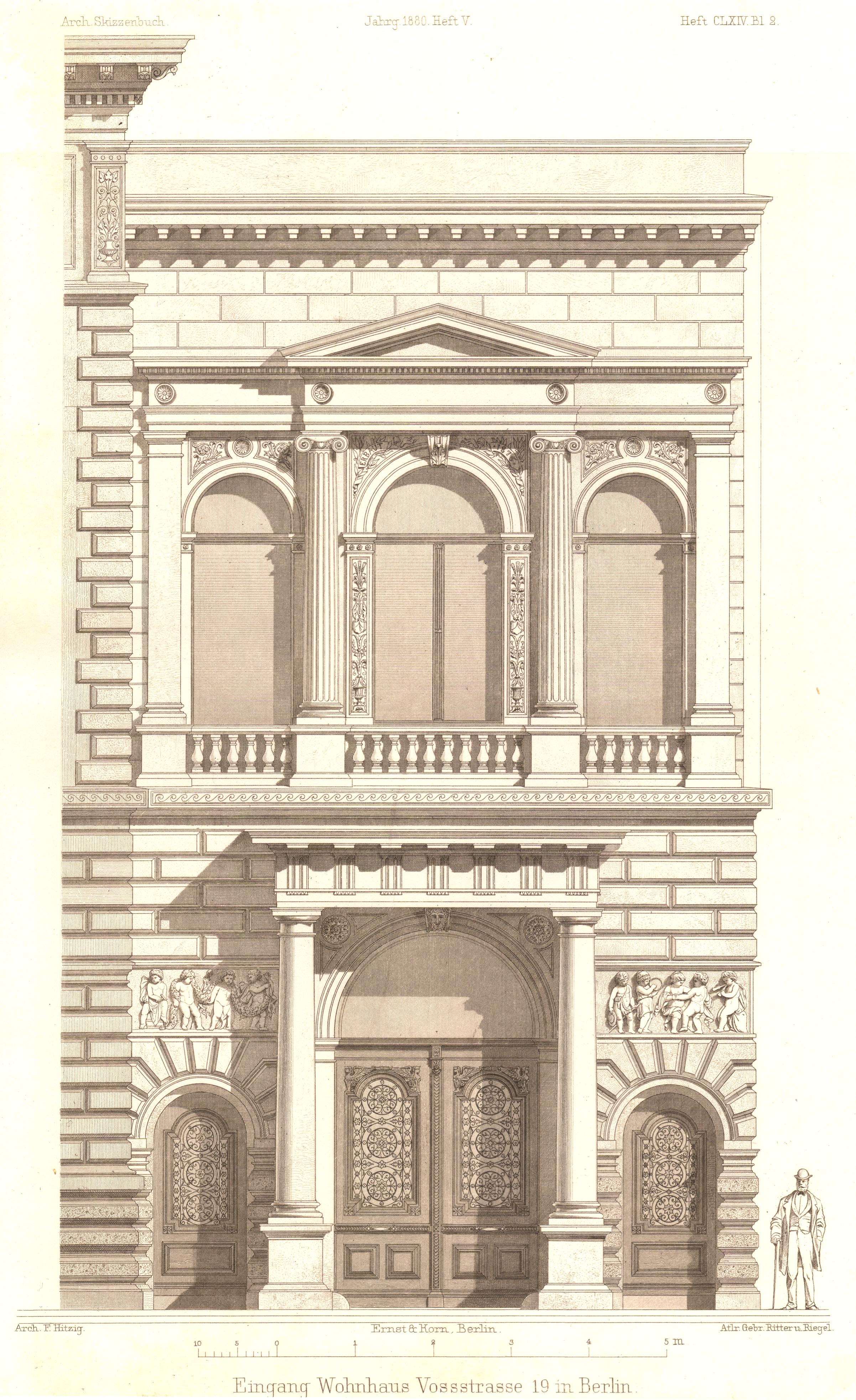
Sächsische Gesandtschaft, Voßstraße 19

Voßstraße 1 war das nördliche Eckgrundstück zur Wilhelmstraße. An dieser prominenten Stelle entstand das Palais Borsig für den Geschäftsmann und Fabrikanten Albert Borsig. Es wurde 1875–1877 gebaut unter dem Architekten und Direktor der Berliner Bauakademie Richard Lucae im Stil der damals sehr beliebten  Neorenaissance.

Das verbleibende Grundstück Wilhelmstraße 78 umschloss die neue Parzelle Voßstraße 1 L-förmig und hatte einen zweiten Zugang als Voßstraße 2. Der Fürst von Pleß, Hans Heinrich XI. von Hochberg, ließ sich 1873–1875 von einem französischen Architekten eine kleine Palastanlage im französischen Stil bauen, also etwa dem Louvre und den Loire-Schlössern (wie Amboise) erkennbar nachempfunden. Dies erregte in Berlin so kurz nach dem Deutsch-Französischen Krieg großes Aufsehen und Unverständnis. Wegen der unzähligen Kamine auf dem Dach nannten die Berliner es die „Schornsteinfegerakademie“. 1913/1914 wurde es für einen zu 1915 geplanten Erweiterungsbau der Reichskanzlei abgerissen; wegen des Ersten Weltkriegs realisierte man diese Idee aber erst ab 1928. In der Voßstraße 2 baute man zwischenzeitlich eine Attrappe als Fassade auf.

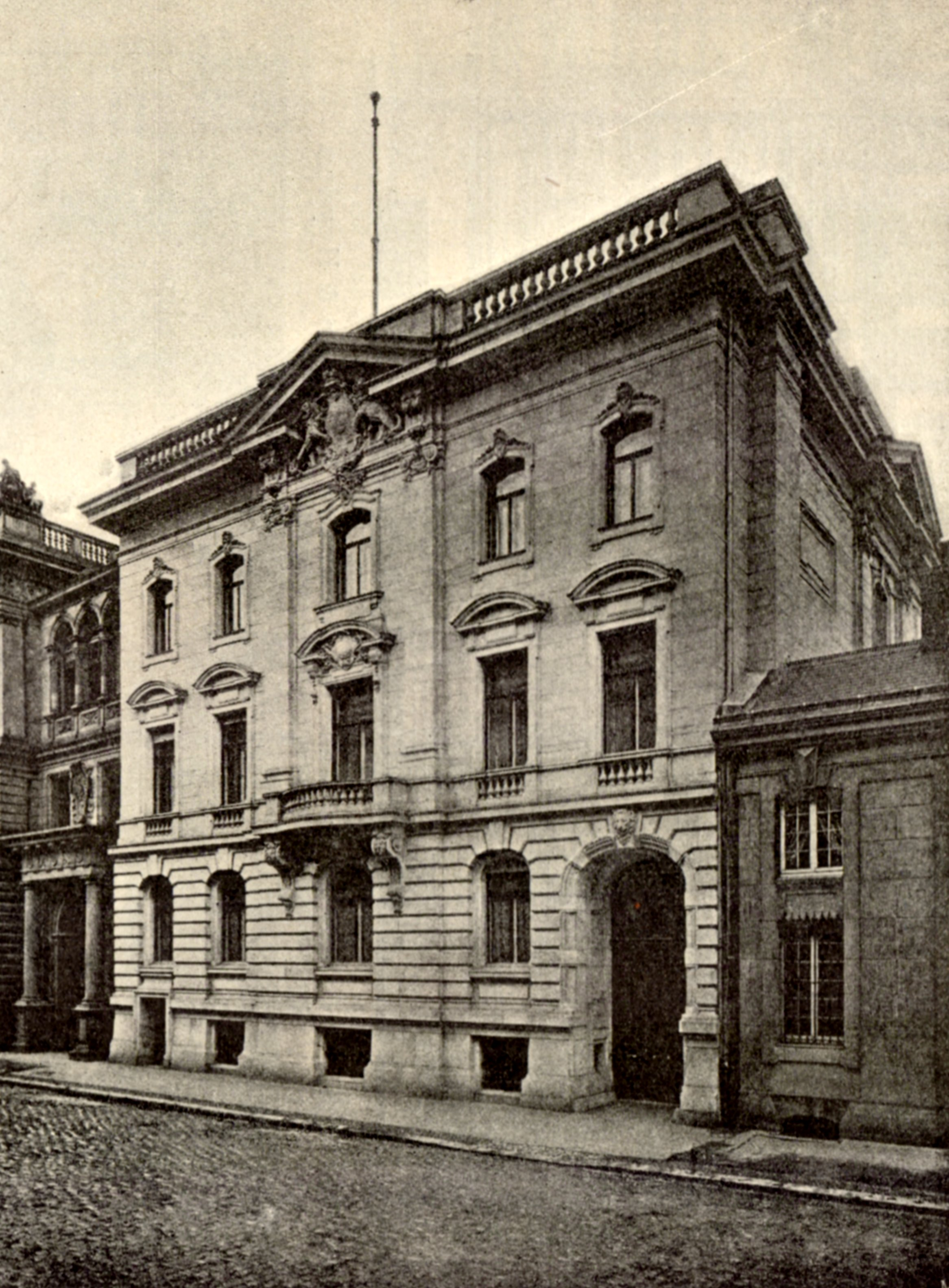
Bayrische Gesandtschaft, Voßstraße 3

Im Jahr 1892 wurde das vom Architekten Walter Kyllmann gebaute Palais für die Königlich Bayerische Gesandtschaft in der Voßstraße 3 eröffnet. Bayerischer Gesandter in Berlin war Graf von Lerchenfeld-Köfering. Mit den württembergischen und sächsischen  Pendants in den Nummern 10 und 19 war dies ein früher Vorläufer der heute in diesem Bereich gebauten Landesvertretungen der Bundesländer.

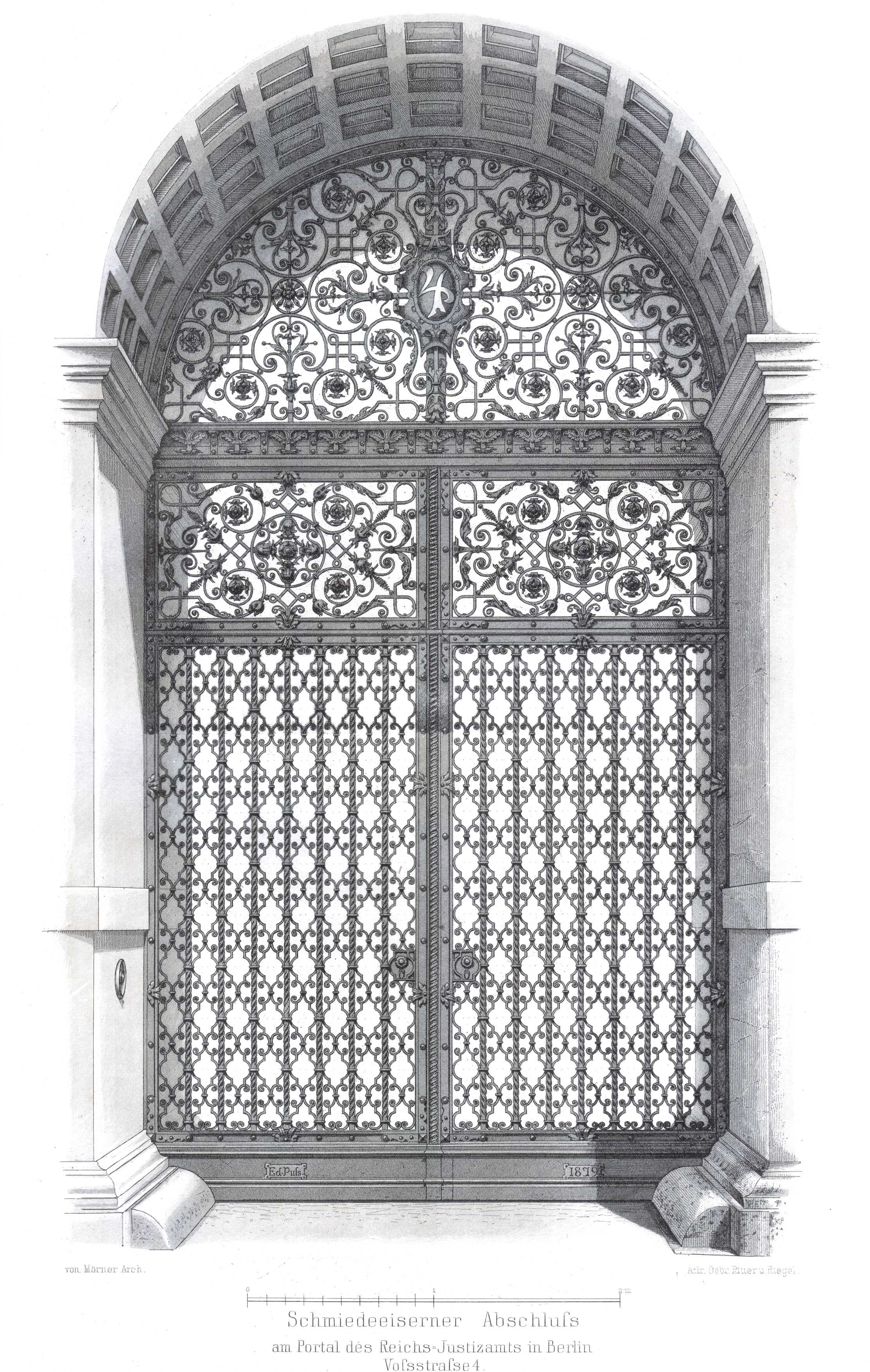
Reichsjustizamt Voßstraße 4

In dem von 1877 bis 1880 errichteten Gebäude in der Voßstraße 4 und 5 waren von 1880 bis 1935 über die wechselnden politischen Systeme des Deutschen Reichs, der Weimarer Republik und des Dritten Reichs hinweg wiederholt justizministerielle Abteilungen untergebracht; das Reichsjustizamt und dann das Reichsministerium der Justiz. Wie am Palais Borsig in der Nummer 1 war hier der Bildhauer des Historismus Otto Lessing von 1878 bis 1880 mit der Ausführung der Bauplastiken beauftragt.

Das Königreich Württemberg richtete seine Gesandtschaft in der Voßstraße 10 ein.

Das Stadtpalais in der Voßstraße 16 wurde von 1872 bis 1875 nach Plänen von Heinrich Joseph Kayser und Karl von Großheim für die Bankiersfamilie Friedrich Meyer im Neorenaissance-Stil errichtet. Die Fassade war mit Säulen, Balkons und Fensterkapitellen gegliedert. Zur Straße befand sich im Erdgeschoss das Comptoir der 1816 von Elias Joachim Meyer gegründeten Bankhaus E. J. Meyer – Gründungsmitglied der Deutschen Bank – und die Niederländische Gesandtschaft, später betrieb der Germanist Richard Moritz Meyer hier einen literarischen Salon. Auf dem Grundstück befindet sich heute das Gebäude der Geschäftsstelle des Arbeitgeberverbandes Gesamtmetall, der eine von Myriam Richter verfasste Geschichte des Grundstückes veröffentlicht hat.
Die Voßstraße 19 war das Eckgrundstück am westlichen Ende der Nordseite zur Königgrätzer Straße hin (später: Hermann-Göring-Straße, heute: Ebertstraße). Dort wurde Ende des 19. Jahrhunderts das Gebäude der Sächsischen Gesandtschaft von den Architekten Friedrich Hitzig und Rötger errichtet.

Gegenüber der Sächsischen Gesandtschaft entstand auf der südlichen Seite das Haus Voßstraße 20 – ein normales Wohn- und Bürogebäude. Die Flottenrüstung des Admirals Tirpitz erforderte auch mehr Platz für die Marineführung in Berlin; so waren hier in Erweiterung des Ministeriums in der Nr. 24 ungefähr zwischen 1905 und 1914 Marinedienststellen untergebracht.

Der Architekt des Historismus Julius Hennicke baute 1872–1873 das Wohnhaus Köhne in der Voßstraße 21 auf der südlichen Straßenseite.

Ehrenhof des Mosse-Palais’ in der Voßstraße 22

Mit seinem Ehrenhof war das Mosse-Palais in der Voßstraße 22 das wohl beeindruckendste Gebäude. Das Corps de Logis hatte als bestehendes Haus Leipziger Platz 15 bereits eine repräsentative Seite. 1880 nutzte man die Gelegenheit, die die neu angelegte Voßstraße bot, baute die beiden Seitenflügel an und öffnete das Haus auch nach Norden. Die Botschaft des Osmanischen Reichs befand sich hier bis 1897, zog dann in die Alsenstraße um. Später sollte das Haus noch glanzvolle Zeiten erleben.

Leipziger Platz 14 bis Voßstraße 23 wurde um 1900 als Geschäftshaus für die Berliner Straßenbahngesellschaft errichtet.

Das „Reichsmarineamt“, also das Kaiserliche Marineministerium, residierte an der vornehmeren Adresse Leipziger Platz 13 (das ist die nordöstliche Schrägseite des Platzes) gegenüber dem Herrenhaus. Als Voßstraße 24 hatte es einen Hintereingang, der auch vom Oberkommando der Marine genutzt wurde. Wegen Platzmangel nutzte man später auch Räume in der Voßstraße 20. Ab 1914 zog die Marine einen Kilometer nach Westen in den Bendlerblock.

Auf dem Nachbargrundstück am Leipziger Platz 12 wurde nach Plänen von Alfred Messel ab 1896 das Kaufhaus „Wertheim Leipziger Straße“ gebaut und bis 1906 zur angrenzenden Voßstraße 25–30 hin erweitert. Gleichzeitig wurde von der Hochbahngesellschaft unter diesen Grundstücken und unterhalb der Voßstraße die „Spittelmarktlinie“ gebaut. Statische Probleme mit dieser frühen Tunnelkonstruktion beschäftigten nach der Wende die Baufachleute und erschweren bis heute die Wiederbebauung in diesem Bereich des Leipziger Platzes. Bis zur Fertigstellung der nun „Centrumslinie“ genannten Strecke – das Kaufhaus erhielt einen eigenen Zugang vom Bahnhof aus – gehörte das Gelände weiterhin der Hochbahngesellschaft, die es 1910 an Wertheim verkaufte.

Als Wohnhaus wurde 1884–1886 die Voßstraße 33 von den Architekten Ende & Böckmann gebaut. 1925 wird es mit den Reichsbahngebäuden Nummer 34–35 verbunden. Heute ist es das einzig verbliebene Gebäude an der ganzen Straßenfront.

Für das 1878 aus dem preußischen Wirtschaftsministerium (Ministerium für Handel, Gewerbe und öffentliche Arbeiten) ausgegliederte Infrastrukturministerium (Ministerium der öffentlichen Arbeiten), das sich zu dieser Zeit im Wesentlichen mit Eisenbahnen, Wasserstraßen und Bauwesen befasste, wurde der bereits eingeplante Erweiterungsbau in der Voßstraße Nr. 35 genutzt. Richard Lucae hatte dieses Gebäude entworfen wie auch das auf der anderen Straßenseite entstehende Palais Borsig in Nr. 1. Dem im Staatsdienst stehenden Baumeister Friedrich Schulze wurde 1875–1876 die Bauleitung übertragen. Die beiden benachbarten Ministerien wurden ohnehin bis 1879 in Personalunion geführt. Das Ministerium der öffentlichen Arbeiten wurde dann 1905–1908 um ein weiteres Gebäude in der angrenzenden Voßstraße 34 erweitert.
Ungefähr um 1915 gründete Georg Wertheim in der Voßstraße eine Patronentaschenfabrikation als Einstieg in die Rüstungsproduktion.

## Weimarer Republik
Ab 1919 wurde der gesamte Komplex Wilhelmstraße 79/80 und Voßstraße 34/35 vom Reichsverkehrsministerium genutzt. Unter der Anschrift Voßstraße firmierte der Hauptsitz der Mitropa, die von 1916 bis 2002 als Bewirtungs- und Beherbergungsgesellschaft die Versorgung von Reisenden in Bahnhöfen, auf Autobahnraststätten sowie den Betrieb von Schlaf- und Speisewagen bereitstellte und durchführte. 1924 übernahm die privatisierte Reichsbahngesellschaft das Eckgebäude der ehemaligen Gold- und Silbermanufaktur und die in der Kaiserzeit einbezogenen Häuser in der Voßstraße. 1925 wurde das Haus Nr. 33 umgebaut, durch Staffelgeschosse unauffällig aufgestockt und an die Reichsbahnverwaltung angegliedert.

Hans Lachmann-Mosse, der Schwiegersohn des jüdisch-deutschen Verlegers Rudolf Mosse, nutzt die ehemalige türkische Botschaft in der Nummer 22. Die private Kunstgalerie der Verlegerfamilie Mosse konnte besichtigt werden. Literaten, Politiker und Künstler verkehrten hier und machten das bald Mosse-Palais genannte Haus zu einem Mittelpunkt des gesellschaftlichen Lebens im Berlin der Goldenen Zwanziger Jahre – was 1932/1933 jäh abbrach.
Von 1926 bis 1927 wurde das ehemalige Marineministerium abgerissen und es entstand das größte Kaufhaus Europas mit der dritten Erweiterung über Leipziger Platz 13, Voßstraße 24–30 / Leipziger Straße 131. An der Voßstraße lag dabei der Wirtschaftshof für Anlieferung, Personaleingang und Büros.
Zwischen 1928 und 1930 erfolgte die schon anderthalb Jahrzehnte vorher geplante Erweiterung der Reichskanzlei. Architekt war Eduard Jobst Siedler, der Onkel von Wolf Jobst Siedler. Der Bau lag zwar auf dem Gelände des alten Palais Marschall, hatte aber keine Verbindung mehr zur Voßstraße 2 – hier war zwischenzeitlich schon ein kleines Bürogebäude für die Reichsregierung gebaut worden.

## Nationalsozialismus

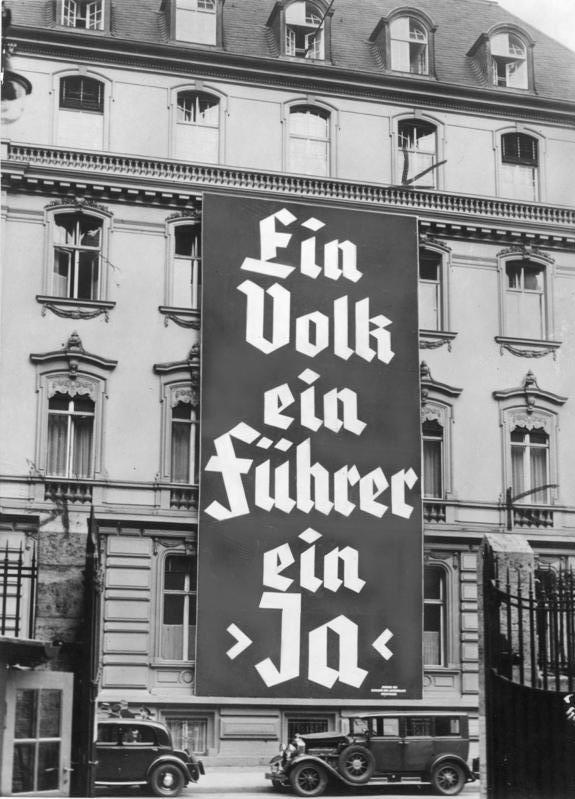
Voßstraße 11 als Gauleitung

Die „Gauleitung Groß-Berlin“ der NSDAP befand sich erst seit dem 1. Mai 1930 einen knappen Kilometer südlich in der Hedemannstraße 10. Im Oktober 1932 zog sie mit großem Pomp in die Voßstraße 11, um durch die räumliche Nähe zur Reichskanzlei den Anspruch auf die Macht zu dokumentieren. Aus dem gleichen Grund wohnten Hitler und Goebbels schon seit August 1932 am Wilhelmplatz gegenüber der Reichskanzlei im Hotel Kaiserhof und hatten dort eine Reichszentrale der NSDAP eingerichtet. 1937 wurde das Haus Voßstraße 11, das zum Ende des 19. Jahrhunderts als Wohnhaus gebaut worden war, an das Deutsche Reich verkauft.

Eine SA-Gruppe „Nachrichtendienst“, die bereits für Misshandlungen in der nahe gelegenen Hedemannstraße 31/32 berüchtigt war, quartierte sich ab 31. März 1933 in der Voßstraße 18 ein, wo eine „Dienststelle“ der SA eingerichtet wurde. Schon damals war die Vokabel „Kaserne“ für alle Liegenschaften der SA gebräuchlich – ist aber hier für die Wohnungen und Büroetagen nicht angemessen, passt besser zu den berüchtigten Folterkellern am späteren Werner-Voß-Damm in einer tatsächlich ehemaligen Kaserne und sorgt für Verwirrung. Wahrscheinlich aus einem Fenster des dritten Stocks der Voßstraße 18 wurde der verschleppte und bereits mehrfach misshandelte Hans Otto nach einem Verhör geworfen, um einen Selbstmordversuch vorzutäuschen; der Schauspieler starb kurze Zeit später an den Verletzungen.
Mit der Aufhebung der Eigenständigkeit der Länder durch das Gesetz über den Neuaufbau des Reichs vom 30. Januar 1934 und dem am 14. Februar 1934 folgenden Gesetz über die Aufhebung des Reichsrats verloren die Bayerische, Württembergische sowie die Sächsische Gesandtschaft in der Voßstraße weitgehend ihren Zweck, behielten aber noch bestimmte Vermittlungsaufgaben – beispielsweise für Wirtschaftskontakte.
Das Hauptstaatsarchiv Stuttgart verzeichnete 1934 den Antrag des Verlages NS-Kurier auf Vermietung von Räumen im Dienstgebäude der Württembergischen Gesandtschaft in der Nr. 10 sowie den Antrag des Gaugerichts der NSDAP in Berlin auf Überlassung des Dienstgebäudes. Bereits Mitte 1937 veräußerte das Land Württemberg das Gebäude an das Deutsche Reich und erwarb eine neue Vertretung in der Hildebrandstraße 16.
In der Nr. 22 siedelte sich 1934 die „Akademie für Deutsches Recht“ an.
Das Unternehmen Reichsautobahnen als Tochtergesellschaft der Deutschen Reichsbahn erhielt seinen Sitz in deren Verwaltung Voßstraße 35.
Die Deutsche Arbeitsfront nutzte ab 1936 die Nr. 23.
Die Zukunftsplanung sah die Einbeziehung der Voßstraße in die geplante „Welthauptstadt Germania“ vor.

### Hitlers Reichskanzlei
Im Jahr 1934 begannen schon die Überlegungen für die Neue Reichskanzlei – so die damalige offizielle Bezeichnung – an der Voßstraße durch Hitler und den Architekten Albert Speer, auch wenn sich die Vorstellungen über Ausdehnung und architektonische Gestaltung erst ab 1935/36 konkretisierten.
Bereits Mitte 1937 kaufte das Deutsche Reich die ehemaligen Sächsischen und Württembergischen Gesandtschaften für den Bau der Neuen Reichskanzlei. 1937 wurden die Gebäude Voßstraße 2–10 abgerissen. Zum Jahreswechsel 1937/1938 folgten die restlichen Häuser auf der gesamten Nordseite, deren Nutzern waren schon vor einiger Zeit andere Immobilien zugewiesen worden.

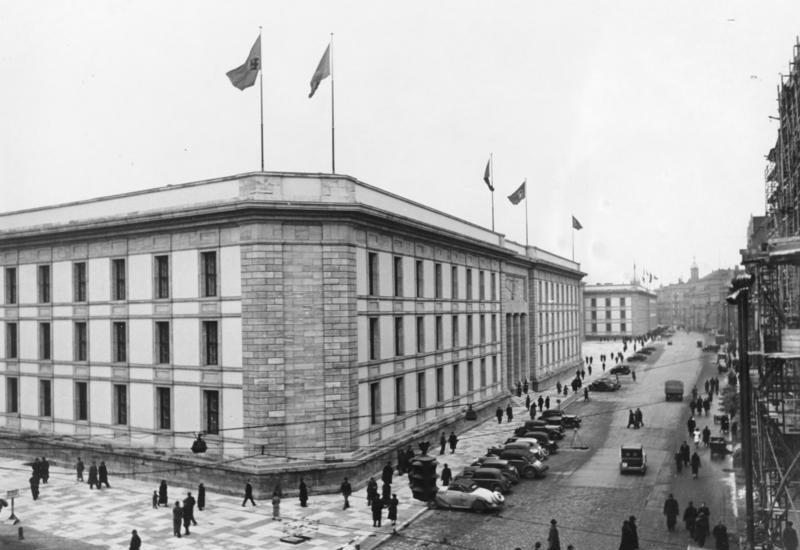
Blick nach Osten in die Voßstraße mit der Neuen Reichskanzlei (1939). Links die Einmündung der Hermann-Göring-Straße (bis 1933: Königgrätzer Straße, heute: Ebertstraße). Am rechten Bildrand das Haus Voßstraße 20.

Mitte Januar 1939 war das Gebäude mit seiner 421 Meter langen Front fertiggestellt. Die beiden mächtigen Portale in der Voßstraße, vor denen bewaffnete SS-Leute Ehrenwache hielten, waren allerdings Attrappen ohne Beziehung zu den inneren Funktionen des Bauwerks – in Wirklichkeit erfolgte der Zugang von der Wilhelmstraße aus, für hochrangige Besucher ohnedies nur über den Ehrenhof mit anschließender 300-Meter-Raumfolge.
Das schon seit 1934 im Reichsbesitz befindliche Palais Borsig (Nr. 1) war unter Einbeziehung seiner Straßenfassaden in den Neubau integriert worden, während das Innere des Gebäudes der neuen Architektur angeglichen und die rückwärtigen Fassaden für die Errichtung des Ehrenhofes abgerissen wurden. Hier befand sich neben der Reichsführung der SA die Präsidialkanzlei, die sich bis 1934 mit den Angelegenheiten des bis dahin noch existierenden Amtes des Reichspräsidenten als Staatsoberhaupt beschäftigte. Nach 1934 war sie für Beamtenernennungen, Gnadensachen, Ordens- und Titelverleihungen sowie protokollarische Aufgaben zuständig.

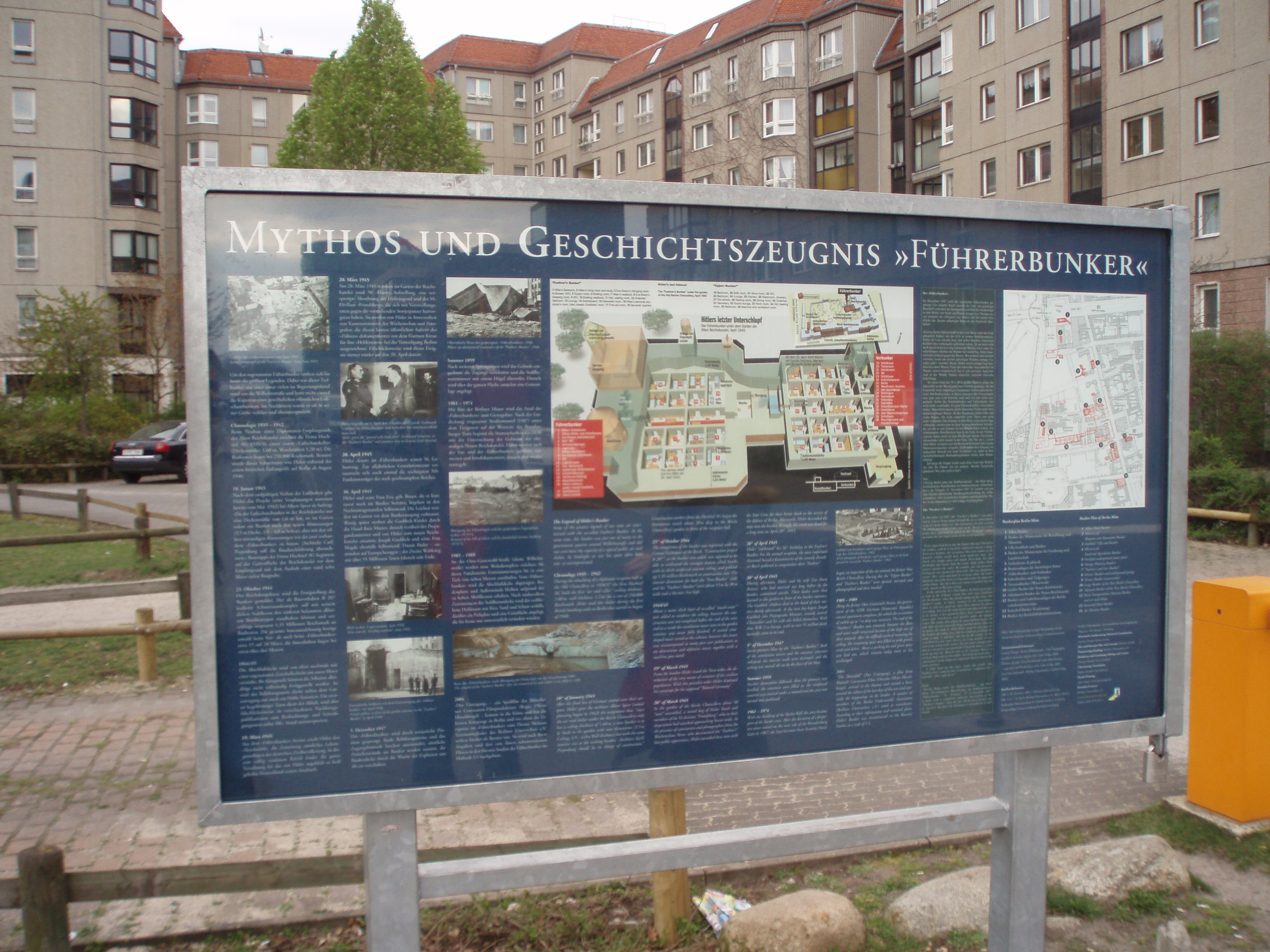
Informationstafel zum Führerbunker zur Vorbeugung gegen Mythenbildung

Auch der ab 1943 gebaute „Führerbunker“ ist mit der Voßstraße assoziiert, wurde aber auf dem Grundstück Wilhelmstraße 77 im Garten der Alten Reichskanzlei errichtet. Die Neue Reichskanzlei auf dem Gelände der historischen Wilhelmstraße 78 wurde bereits 1938 vorsorglich mit einer langen Reihe von Luftschutzkellern versehen. Diese standen teilweise der Zivilbevölkerung offen; so erhielten in der Umgebung wohnende Mütter mit ihren Kindern und Schwangere reservierte Plätze in Luftschutzräumen an der Voßstraße, was auch von der NS-Propaganda besonders herausgestellt wurde („vom Bombenterror bedrohte deutsche Frauen als Gäste des Führers“). Ansonsten durften ihn Mitarbeiter der umliegenden Ministerien aufsuchen, während Hitler und sein Gefolge mehrere Bunker an der Wilhelmstraße 77 nutzten.

## Nachkriegszeit

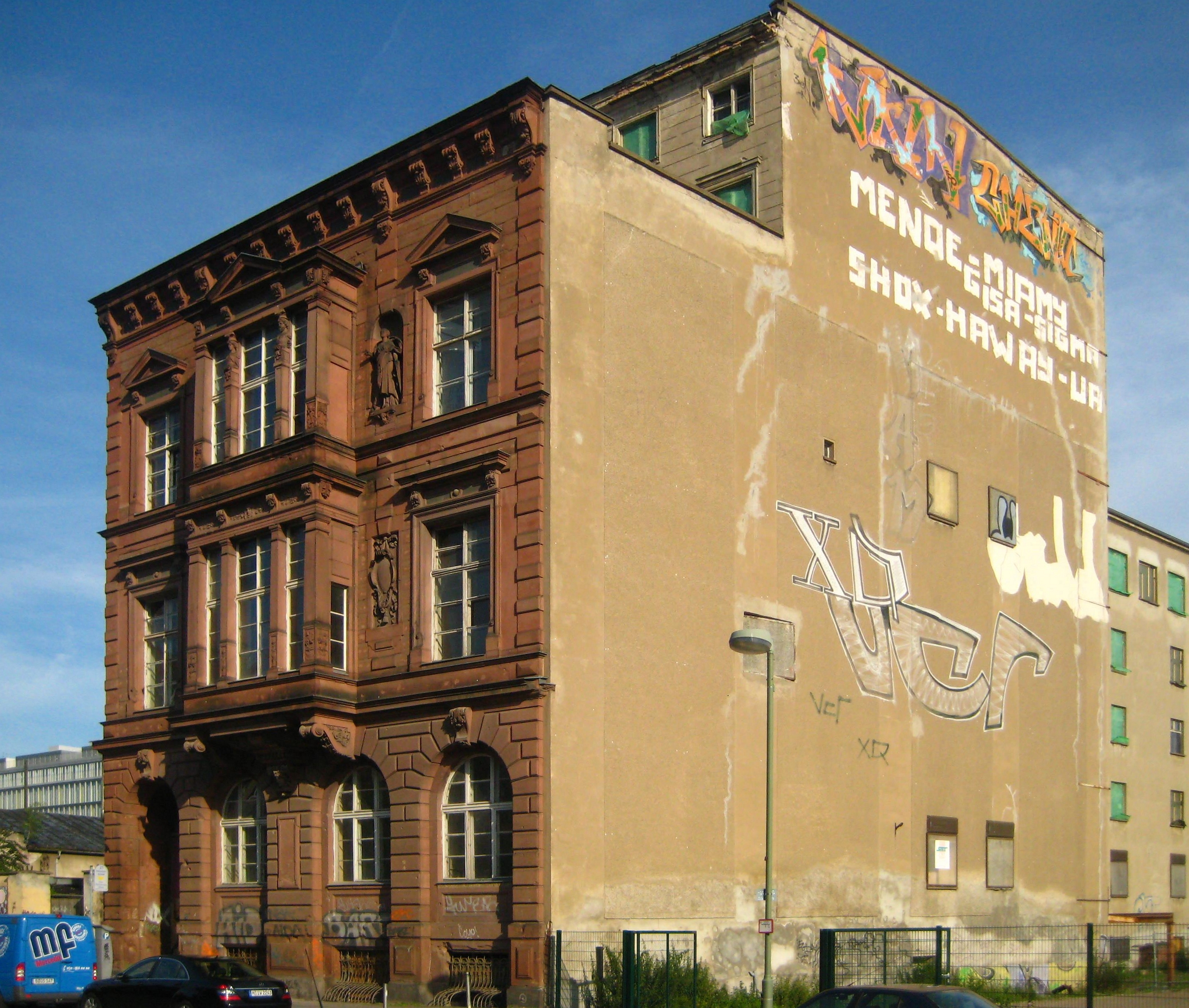
Das letzte Vorkriegsgebäude an der Voßstraße, Hausnummer 33

Durch die Luftangriffe der Alliierten und die Schlacht um Berlin waren bis 1945 fast alle Gebäude schwer beschädigt worden; in unmittelbarer Nachbarschaft lag schließlich auch die in den letzten Kriegstagen im Straßenkampf eroberte Reichskanzlei.
Am 13. Oktober 1948 gab die Sowjetische Militäradministration in Deutschland (SMAD) den Befehl, alle mit dem NS-Regime verbundenen Gebäude an der Wilhelm-/Ecke Voßstraße dem Erdboden gleichzumachen, um das Entstehen von Wallfahrtsstätten zu vermeiden. Dies wurde auch bis 1949/1950 weitgehend umgesetzt.
Bei einem alliierten Luftangriff Ende November 1943 war der Wertheim-Gebäudekomplex teilweise zerstört worden; die Ruinen wurden 1955/1956 abgerissen.

Es gab an der ganzen Straßenfront nur noch ein einziges intaktes Gebäude, und zwar mit Büros der Deutschen Reichsbahn auf der Südseite in der Voßstraße 33 sowie angrenzend rückwärtige Gebäudeteile der Nummern 34 und 35. Sie wurden bis nach der Wende weiter (wie schon seit 1873) für die Eisenbahnverwaltung genutzt, unter anderem für eine Bibliothek und den arbeitsmedizinischen Dienst.
Nach der Teilung Berlins lag die Voßstraße im sowjetischen Sektor Berlins und gehörte damit zu Ost-Berlin. Ursprünglich plante die Regierung der DDR in diesem Bereich wieder ein Regierungsviertel und richtete in der Nachbarschaft das Haus der Ministerien im ehemaligen Reichsluftfahrtministerium ein.
Beim Volksaufstand am 17. Juni 1953 fand sich die Regierung hier allerdings in der Randlage zu West-Berlin ohne Fluchtmöglichkeit abgeschnitten und gab jegliche Ausbaupläne in der Gegend um den Leipziger Platz auf. Die Voßstraße lag im Sicherungsbereich der Berliner Mauer, und die verbliebenen Ruinengrundstücke wurden zur besseren Übersicht eingeebnet, so auch das teilzerstörte Hintergebäude der Nummer 34. Nur das Gebäude Voßstraße 33 blieb erhalten. Es diente bis 1990 als Sitz des Ministeriums für Verkehrswesen der DDR.
1988/1989 wurden an der Wilhelmstraße bis in die Voßstraße Großplattenwohnblocks gebaut.

## Nach dem Fall der Mauer
Das Gebäude Voßstraße 33 wird noch heute für diverse Veranstaltungen genutzt. Am 19. April 2005 wurde hier ein neuer Text-Bild-Band über die Neue Reichskanzlei und Führerbunker vorgestellt. Am 25. und 26. Mai 2005 fand die Premiere des ersten von drei Teilen des Films Das Berliner Regierungsviertel im letzten erhalten gebliebenen historischen Gebäude aus der Vorkriegszeit in der Voßstraße 33–35 statt. Dieser vollständig computeranimierte Film soll einen detaillierten und eindrucksvollen Überblick über die Baumaßnahmen im Berliner Regierungsviertel in der Zeit zwischen 1932 und 1945 geben. Am 27. Oktober 2007 fand in den Räumlichkeiten in der als Villa Noir ausgestalteten Voßstraße 33 die von IDEAL Berlin organisierte Berliner Messe für Avantgarde Mode statt.

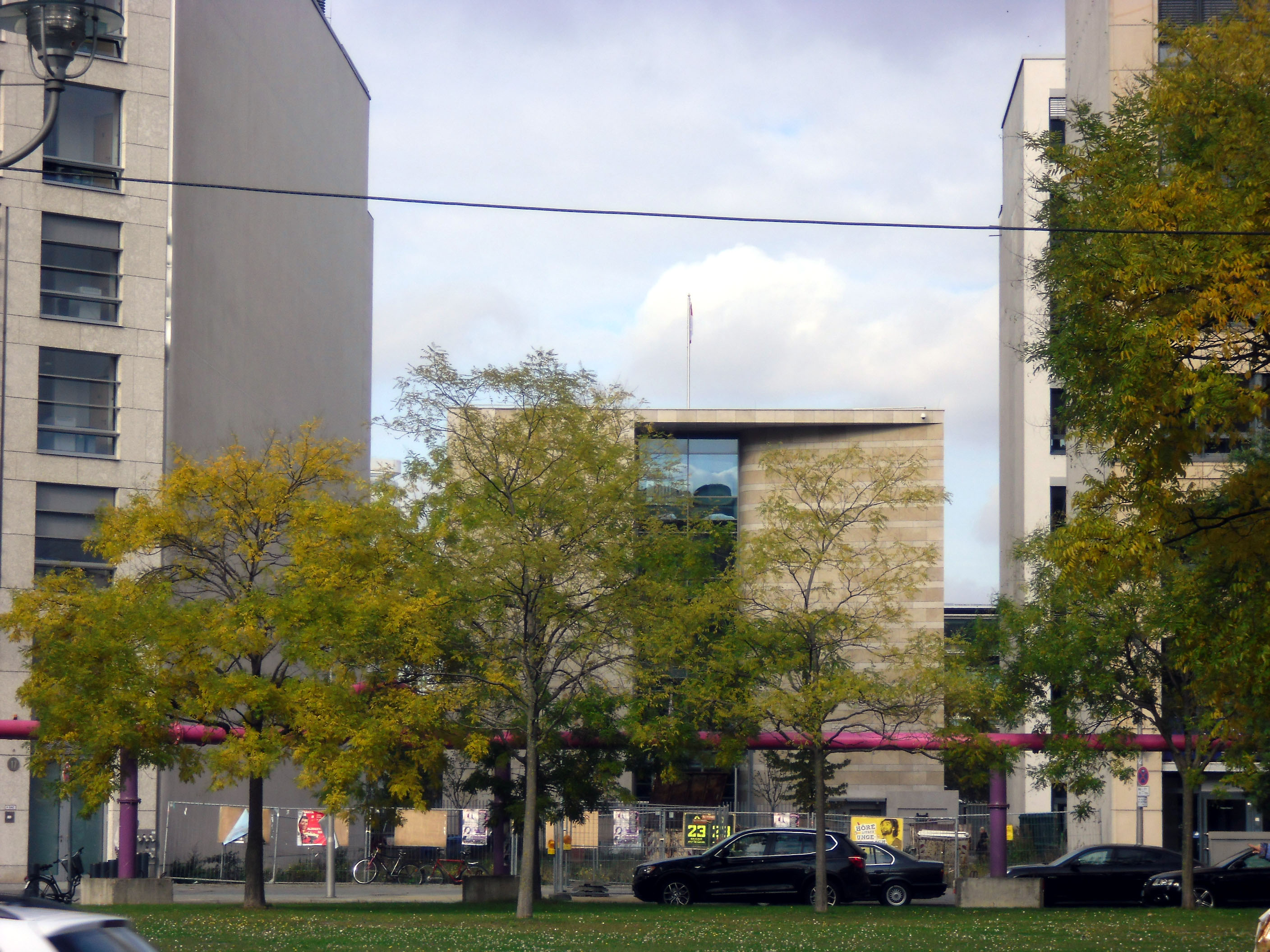
Blick durch eine Baulücke am Leipziger Platz auf die Botschaft Singapurs

Im Jahr 2011 zog die Botschaft von Singapur in den Neubau Voßstraße 17.
Vom 21. April 2000 bis 20. November 2005 startete der als Sat.1-Ballon bekannte HiFlyer auf dem Grundstück an der nördlichen Voßstraße Ecke Ebertstraße und ließ jährlich fast 100.000 Berliner und Touristen in eine Höhe von 150 Metern über der Berliner City schweben. Auf dem Eckgrundstück entstand eine Bürovilla nach Entwürfen von Gerkan, Marg und Partner, die an der nördlichen Parallelstraße An den Ministergärten auch die gemeinsame Landesvertretung für Brandenburg und Mecklenburg-Vorpommern bauten.
Durch den Neubau der Mall of Berlin von 2011 bis 2014 änderte sich die Platzsituation an der Voßstraße grundlegend. Der Bau, der die Voßstraße Nr. 33 mit einbezieht, belegt die gesamte Südseite der Voßstraße. Die mit demselben Bauwerk erfolgte Schließung der letzten Baulücke am nördlichen Leipziger Platz bewirkt, dass die südliche Straßenfront der Voßstraße wieder wie vor 1945 komplett bebaut ist. Eine neue Passage ermöglicht dabei den Durchgang zur Leipziger Straße auf Höhe des Bundesrats.

## Voßstraße in Lichtenrade
Eine andere Straße mit dem gleichen Namen im Berliner Ortsteil Lichtenrade wurde nach dem Dichter Johann Heinrich Voß (1751–1826) benannt. Die gut 200 Meter lange Straße, an der Einfamilienhäuser gebaut wurden, erhielt 1936 den Namen Schottburger Straße und ist zeitgeschichtlich nicht in Erscheinung getreten.